# Museo nazionale Cotroceni
Il Museo nazionale Cotroceni (in romeno Muzeul Național Cotroceni) è uno dei musei più importanti di Bucarest, che si trova nel Palazzo Cotroceni, dove è possibile visitare i locali dell'ex convento e l'ex palazzo reale Cotroceni, dove vivevano il re Ferdinando e la regina Maria, le collezioni d'arte e le vecchie decorazioni.

## Storia
Il complesso di Cotroceni fu costruito tra nel 1679 - 1681, a ovest di Bucarest dal principe Serban Cantacuzino (1678 - 1688) ed è stato il più importante fondamento di essa. All'interno spicca la chiesa di Santa Maria Assunta  - simile tipologia della chiesa episcopale di Curtea de Argeș - e il magnifico palazzo reale, costruito nello spirito barocco - in particolare la civiltà occidentale europea del tempo. In termini di architettura, l'assemblaggio di Cotroceni conosce diverse tappe: la prima è legata al nome del fondatore Serban Cantacuzino (1678-1688); Il secondo risale al regno di Barbu Dimitrie Știrbei (1849-1853, 1854-1856), nel 1852, dove venne ripristinato e aggiornato, il giardino stabilito a Cotroceni (uno dei grandi giardini della città); l'edificio segue con il Palazzo del Principe (1893-1895), dall'architetto francese Paul Gottereau a causa della bassa resistenza del palazzo dopo il terremoto del 1977 vi sarà una nuova fase per la quale il palazzo fu ricostruito, in gran parte contrari alla costruzione medievale resistita alle avversità atmosferiche; poi venne alzata una nuova ala che ospita la sede della Presidenza romena.
Con la legge n. 1 / 30 giugno 1990, che prevede l'uso del corpo come istituzione museale storica al 27 dicembre 1991, è stato aperto al pubblico il Museo Nazionale Cotroceni, con un forte memoriale.